# Fußball-Weltmeisterschaft 1930/Statistik
Dieser Artikel gibt einen Überblick über die Rekorde und Statistiken zur Fußball-Weltmeisterschaft 1930.

## Abschlusstabelle WM 1930
Die folgende Rangliste berücksichtigt die Kriterien der FIFA.
| Rang | Mannschaft         | Spiele | Siege | Unentschieden | Niederlagen | Tore | Tordifferenz | Punkte |
| ---- | ------------------ | ------ | ----- | ------------- | ----------- | ---- | ------------ | ------ |
| 1    | Uruguay            | 4      | 4     | 0             | 0           | 15:3 | +12          | 8:0    |
| 2    | Argentinien        | 5      | 4     | 0             | 1           | 18:9 | +9           | 8:2    |
| 3    | Vereinigte Staaten | 3      | 2     | 0             | 1           | 7:6  | +1           | 4:2    |
| 4    | Jugoslawien        | 3      | 2     | 0             | 1           | 7:7  | ±0           | 4:2    |
| 5    | Chile              | 3      | 2     | 0             | 1           | 5:3  | +2           | 4:2    |
| 6    | Brasilien          | 2      | 1     | 0             | 1           | 5:2  | +3           | 2:2    |
| 7    | Frankreich         | 3      | 1     | 0             | 2           | 4:3  | +1           | 2:4    |
| 8    | Rumänien           | 2      | 1     | 0             | 1           | 3:5  | −2           | 2:2    |
| 9    | Paraguay           | 2      | 1     | 0             | 1           | 1:3  | −2           | 2:2    |
| 10   | Peru               | 2      | 0     | 0             | 2           | 1:4  | −3           | 0:4    |
| 11   | Belgien            | 2      | 0     | 0             | 2           | 0:4  | −4           | 0:4    |
| 12   | Bolivien           | 2      | 0     | 0             | 2           | 0:8  | −8           | 0:4    |
| 13   | Mexiko             | 3      | 0     | 0             | 3           | 4:13 | −9           | 0:6    |

Anmerkungen:
- Entscheidend für die Reihenfolge nach FIFA-Kriterien ist zunächst die erreichte Runde (Sieger, Finalist, Dritter, Halbfinalist, Viertelfinalist, Achtelfinalist, Vorrundenteilnehmer). Ist die erreichte Runde gleich, entscheiden der Reihe nach die Zahl der Punkte, die Tordifferenz, die Zahl der geschossenen Tore und der direkte Vergleich.[1]

## Spieler
- Ältester Spieler: Rafael Garza Gutiérrez (Mexiko) mit 34 Jahren (3 Einsätze)
- Jüngster Spieler: Carvalho Leite (Brasilien) mit 18 Jahren (1 Einsatz)

Anmerkung: Nicht von allen Spielern sind die Geburtsdaten bekannt.

## Torschützen
- Erster Torschütze: Lucien Laurent (Frankreich) im Spiel gegen Mexiko
- Jüngster Torschütze: Manuel Rosas (Mexiko) mit 18 Jahren, zweitjüngster Torschütze der WM-Geschichte und erster Spieler, der bei einer WM einen Strafstoß verwandeln konnte sowie erster Schütze eines Eigentores.
- Ältester Torschütze: Tom Florie (USA) mit 32 Jahren oder Héctor Scarone (Uruguay) mit 31 Jahren und 237 Tagen (wenn das von zweite Tor der USA gegen Belgien nicht Florie, sondern seinem Mitspieler Bart McGhee zuerkannt wird.[2])
- Schnellster Torschütze: Adalbert Deșu (Rumänien) in der 50. Sekunde des Spiels Rumänien gegen Peru (bis 1934 schnellstes WM-Tor)
- Erster Hattrick (3 Tore): Bertram Patenaude (USA) in der 10., 15. und 50. Spielminute beim 3:0-Sieg gegen Paraguay

### Torschützenliste
| Rang | Spieler              | Tore |
| ---- | -------------------- | ---- |
| 1    | Guillermo Stábile    | 8    |
| 2    | José Pedro Cea       | 5    |
| 3    | Bertram Patenaude    | 4    |
| 4    | Peregrino Anselmo    | 3    |
|      | Ivan Bek             | 3    |
|      | Carlos Peucelle      | 3    |
|      | Preguinho            | 3    |
| 8    | Héctor Castro        | 2    |
|      | Pablo Dorado         | 2    |
|      | Santos Iriarte       | 2    |
|      | André Maschinot      | 2    |
|      | Luis Monti           | 2    |
|      | Manuel Rosas         | 2    |
|      | Guillermo Subiabre   | 2    |
|      | Carlos Vidal         | 2    |
|      | Moderato Wisintainer | 2    |
|      | Đorđe Vujadinović    | 2    |
|      | Adolfo Zumelzú       | 2    |

| Rang | Spieler             | Tore |
| ---- | ------------------- | ---- |
| 19   | Marino Evaristo     | 1    |
|      | Alejandro Scopelli  | 1    |
|      | Francisco Varallo   | 1    |
|      | Lucien Laurent      | 1    |
|      | Marcel Langiller    | 1    |
|      | Blagoje Marjanović  | 1    |
|      | Aleksandar Tirnanić | 1    |
|      | Juan Carreño        | 1    |
|      | Roberto Gayón       | 1    |
|      | Luis Vargas Peña    | 1    |
|      | Luis Souza          | 1    |
|      | Adalbert Deșu       | 1    |
|      | Nicolae Kovacs      | 1    |
|      | Constantin Stanciu  | 1    |
|      | Héctor Scarone      | 1    |
|      | Jim Brown           | 1    |
|      | Tom Florie          | 1    |
|      | Bart McGhee         | 1    |
|      | Manuel Rosas        | ET   |

## Trainer
- Jüngster Trainer: Juan José Tramutola (Argentinien) mit 27 Jahren und 267 Tagen, zweitjüngster WM-Trainer aller Zeiten
- Jüngster Weltmeister-Trainer: Alberto Suppici (Uruguay) mit 31 Jahren.
- Ulises Saucedo (Bolivien) leitete zudem als Schiedsrichter das Gruppenspiel zwischen Argentinien und Mexiko.
- Fünf Mannschaften wurden von ausländischen Trainern betreut: Chile vom Ungarn György Orth, Mexiko vom Spanier Juan Luque de Serrallonga, Paraguay vom Argentinier José Durand Laguna, Peru vom Spanier Francisco Bru und die USA vom in Schottland geborenen Robert Millar.

## Schiedsrichter
- Jüngster Schiedsrichter: Francisco Mateucci (Uruguay) mit 27 Jahren jüngster WM-Schiedsrichter aller Zeiten

## Platzverweis
- Erster Platzverweis: Plácido Galindo (Peru) in der 70. Minute des Spiels Rumänien gegen Peru (Endstand 3:1)

## Besonderheiten
- Alle Spiele fanden in einer Stadt (Montevideo) statt, womit die Stadt häufigster Spielort bei einer einzelnen WM ist.
- Das Estadio Centenario, in dem alle Spiele stattfinden sollten, war bei Turnierbeginn noch nicht fertiggestellt, so dass zunächst zwei andere Stadien genutzt wurden.
- Es nahmen alle sieben Mannschaften der CONMEBOL teil, die bereits Länderspiele bestritten hatten. Ecuador, Kolumbien und Venezuela trugen erstmals 1938 Länderspiele aus. Danach nahmen nie mehr als sechs CONMEBOL-Mannschaften teil.
- Für Mexiko begann mit dieser WM die längste Niederlagenserie, die erst bei der WM 1958 mit einem Remis gegen Wales endete.
- Für Brasilien begann mit dieser WM die längste Serie von 18 Spielen mit mindestens einem geschossenen Tor, die erst bei der WM 1958 mit einem torlosen Remis gegen England endete.
- Für Bolivien begann mit dieser WM die längste Serie von 5 Spielen ohne eigenes Tor, die erst bei der WM 1994 mit einer 1:3-Niederlage gegen Spanien endete.
- Uruguay benötige ebenso wie Italien 1938 und selber nochmals 1950 die wenigsten Spiele (4) um Weltmeister zu werden.
- Es gab kein Spiel um Platz 3. Quellen berichten jedoch, dass ein Spiel stattfinden sollte, Jugoslawien aber auf das Spiel verzichtet habe. Die Fifa wertet die USA als Dritter und Jugoslawien als Vierter.
- Das Finale war das erste von bisher drei Finalspielen, bei den Nachbarn gegeneinander antraten (1974 folgten Deutschland und die Niederlande, 2006 Italien und Frankreich)
- Luis Monti (Argentinien) erreichte 1934 ebenfalls das Finale und wurde mit Italien Weltmeister.
- Wie bei allen folgenden WM-Turnieren konnte auch hier der aktuelle Südamerikameister (Argentinien) nicht den Titel gewinnen.
- Uruguay konnte zwei Jahre zuvor auch die olympische Goldmedaille gewinnen, auch da im Finale gegen Argentinien. Nur Italien konnte 1938 ebenfalls nach vorherigem Olympiasieg die WM gewinnen.
- Uruguay konnte als bisher einziger Gastgeber alle Spiele gewinnen.
- Das Spiel Rumänien – Peru ist mit 300 Zuschauern das WM-Spiel mit den wenigsten Zuschauern aller Zeiten.[3][4]